# Il nocchiero
Il nocchiero è un romanzo di Paola Capriolo pubblicato nel 1989. Vincitore del Premio Selezione Campiello e del Premio Rapallo Carige per la donna scrittrice è stato tradotto in francese.

## Trama
Il libro si svolge in un tempo ignoto e in un luogo non definito. Si descrive una città che  ha un grande porto fluviale. Più a valle c'è, lungo il fiume, un'isola su cui sorge una grande villa, per antonomasia la villa. A tutti è vietato raggiungere il suolo dell'isola e tanto più l'antica villa.
Walter, detto il nocchiero, fa un curioso lavoro: ogni notte deve pilotare una chiatta con un carico di cui non sa nulla, fino all'isola sul fiume della sua città. All'arrivo, tre marinai accostano una chiatta identica e vuota con cui Walter compie il tragitto di ritorno. Il lavoro è ben pagato, ma Walter ha l'obbligo di non lasciare mai la guardiola del timone, tranne quando deve cambiare imbarcazione.
Nel tempo libero, a Walter piace sostare sulla terrazza dell'albergo Excelsior, il maggiore e più elegante della città. Così una sera, dal terrazzo, scorge all'interno di una sala, un braccio femminile ornato da un bracciale d'argento a forma di serpente. Cerca di raggiungere la donna per conoscerla, ma non arriva in tempo e, fatta qualche discreta indagine, gli resta solo un nome: Carmen. I giorni passano e Carmen non si vede; una sera però, Walter rivede il braccio e finisce col conoscere Linda, una bella ragazza di cui non riesce a capire se si tratti o meno di "Carmen". Inoltre, quando la vede, Linda non ha braccialetti.
Ben presto i due si fidanzano, ma Walter non è innamorato di Linda, tuttavia gli manca il coraggio di rompere il legame. A questo punto, il superiore di Walter, detto Il capitano offre al giovane l'aiuto di cui ha bisogno per fondare una famiglia. Procura un modesto alloggio, mobili di seconda mano che provengono dalla villa e, il giorno delle nozze, accompagna la sposa all'altare, come un padre. Anche la moglie del Capitano, una donna grassa e madre di numerosissimi bambini, interviene come una buona parente a preparare Linda alla sua nuova vita.
Con il passare del tempo, Walter si sente di vivere una vita che appartiene a qualcun altro. Mobili e quadri della sua casa hanno visto tempi e scenari più adatti, inoltre Linda sfiorisce e non parla quasi più. Il Capitano e la moglie fanno il possibile per alleviare la solitudine dei due sposi e così i due amici di Walter: Walter lo Scienziato e Walter il Mago. Prima delle nozze, Linda aveva chiesto a Walter di portarla con sé al lavoro, ma lui aveva rifiutato. Lei gli aveva dato un cestino di frutta con tutto il necessario, compreso un coltellino a serramanico, ma Walter aveva mostrato di non apprezzare la premura. Si era tenuto solo il coltellino, come un dono nuziale.
Qualche tempo dopo, appare all'Excelsior un signore biondo e molto distinto. Prende in simpatia Walter e gli confessa di essere l'ultimo erede dei conti che avevano posseduto la villa sull'isola. L'uomo è tornato per nostalgia. Racconta di essere stato altre volte in città, tra l'altro, con una straniera, di nome Carmen. Invitato in casa di Walter, non dà segno di riconoscere i mobili e i quadri che erano appartenuti alla sua famiglia. Invece Walter sente più pressante l'idea di vivere una vita non sua. Gli incontri con il conte spingono Walter a desiderare di conoscere meglio ciò che sta facendo; viene però dissuaso da tutti, i due Walter, il Capitano, il Conte. Allora concepisce il piano di condurre il Conte sull'isola, ma l'uomo si sottrae all'invito lasciando la città.
Nell'ultima notte, Walter si ferma con la chiatta e si avvicina alla stiva per capire in cosa consista il carico proibito. Convinto di sentire voci umane, all'improvviso vede apparire un braccio femminile con il braccialetto a forma di serpente, riconoscendovi il manifestarsi di Carmen. Walter capisce che non avrà mai più un posto ove andare e, preso il coltellino, regalo di Linda, crede di metterlo in mano a Carmen, affinché si compia il suo destino. Il giorno dopo, tutti gli amici di Walter si ritrovano nella sua casetta, piangendone la morte precoce e di propria mano. E Linda, prostrata e invisibile, sta per partire e se ne andrà per sempre.

## Edizioni
- Paola Capriolo, Il nocchiero, Milano, Feltrinelli, 1989.
- (FR) Le nautonier, traduzione di Françoise Brun, Parigi, Gallimard, 1993.
- (HU) A révész, traduzione di Csuvár Erzsébet, Budapest, Noran, 1999.